# Famille de Pestels
 (juillet 2024).
Si vous disposez d'ouvrages ou d'articles de référence ou si vous connaissez des sites web de qualité traitant du thème abordé ici, merci de compléter l'article en donnant les références utiles à sa vérifiabilité et en les liant à la section « Notes et références ».
La famille de Pestels ou Pesteils est une famille noble française éteinte, originaire d'Auvergne et du Limousin.
Sa branche aînée s'est fondue dans les familles de Grimoard de Caylus et de Cassagnes de Beaufort, tandis que les branches cadettes des seigneurs de Vialore et du Monteil ont subsisté jusqu'au milieu du XIXe siècle.

## Patronyme
Son nom, dont l'écriture en dialecte roman traditionnel est Pestelh (cas régime Pestels = de Pestelh), s'écrit en français moderne Pestels et se prononce pesteille (la graphie typiquement auvergnate "lh" = "l mouillé"). On trouve aussi souvent l'orthographe Pesteil ou pesteils, plus naturelle mais considérée comme fautive par certains (selon des critères qui restent à déterminer), dans de nombreux actes originaux. C'est d'ailleurs celle du château de Pesteils à Polminhac, berceau de la famille, et des rameaux de Pesteils du Monteil et de La Chapelle.

## Histoire
- Guy Ier de Pestels, fils d'Aymeric, seigneur de Pestels et d'Helis de Merle, possède ou fait construire au Château de Merle une tour qui a gardé le nom de Pestels ou Pesteils[2]. Il a pour fils :
- Aymeric II de Pestels, marié à Guine, fille d'Hugues de Fontanges et d'Étoile de Saint-Christophe. Ils ont pour fils :
- Aymeric III de Pestels, coseigneur de Merle, de Salers, de Rieu, seigneur de Branzac (1324/). Il épouse Flore de Besse, fille de Jean, seigneur de Bellefaye, et d'Almodis Rogier, fille de Guillaume, seigneur de Rosiers-d'Égletons, et sœur du pape Clément VI (Pierre Rogiers). Ils ont deux filles et deux garçons :
  - Garine de Pestels, dame de Merle, qui épouse vers 1364 Jean de Carbonnières,
  - Guinotte de Pestels, mariée le 14 octobre 1371 avec Guy V de Salers, seigneur de Salers
  - Guy II de Pesteils (1344 - 1403), seigneur de Malbec, et de Branzac, coseigneur de Salers, capitaine pontifical, marié à Helis de Fontanges, fille d'Aymeric de Fontanges, qui lui donne au moins deux enfants: Guy III et Marguerite, mariée en 1410 à Pierre de Lautrec. Il se remarie à Avignon en 1375 avec Anne d'Albars.
  - Jean de Pestels, archiprêtre de Mauriac.
- Guy III de Pestels, dit Guinot, coseigneur de Merle, de Fontanges, de Salers. Il fut d'abord sénéchal de Charles d'Artois, comte d'Eu (futur Charles VII), puis chambellan du duc de Berry, puis du roi Charles VII de Valois, bailli des Montagnes d'Auvergne, puis sénéchal de Beaucaire. Il épouse Antoinette d'Apchon, fille de Louis, seigneur d'Apchon, qui lui donne quatre enfants : Guy, Marguerite mariée à Antoine de Bressols, Antoine et Guillaume.
- Guy IV de Pestels, qui fait reconstruire le château de Branzac. Il épouse le 15 avril 1448 Blanche d'Apchier, fille de Béraud de Châteauneuf et d'Anne de La Gorce qui lui donne deux garçons et trois filles, dont :
  - Rigaud de Pestels, seigneur de Branzac, marié en 1487 à Gabrielle de Lévy, fille de Jean, seigneur de Mirepoix, et de Charlotte de Lévy-Cailus, qui fait la souche des Pestels de Lévy;
  - Louis de Pestels, seigneur de Merle, marié le 9 mars 1495 avec Blanche de Beaune, fille de Louis et de Jeanne de Beaumont, qui lui donne six enfants: 1°) Rigaud, qui donne la branche de Branzac et Polminhac, 2°) Louis, qui donne la branche de Merle, 3°) Marguerite, qui épouse Jean de Gain, seigneur de Linars, 4°) Françoise qui épouse Maximien d'Aurelle, 5°) Jeanne ou Marie qui épouse Jean de Nogaret.

### Branche de Pestels de Lévy
- Rigaud de Pestels, seigneur de Branzac, marié en 1487 à Gabrielle de Lévy, qui lui donne au moins trois filles et un fils :
  - Françoise de Pestels de Lévy, mariée à François de Saint-Exupéry, seigneur de Miremont,
  - Jeanne de Pestels, mariée à Guillaume de Rochefort-Châteauvert, seigneur de Châteauvert; ils eurent au moins deux filles : Charlotte qui épousa Jean II d'Ussel; et Jeanne.
  - Claude de Pestels de Lévy;
- Guy V de Pestels, se marie en 1510 à Anne de Montamat, qui lui apporte la seigneurie de Polminhac où se trouve une tour carrée qui conserve son nom depuis.
- Claude de Pestels de Lévy;
- Jean-Claude de Pestels de Lévy, marié le 9 décembre 1574 à Villefranche-de-Rouergue avec Jeanne de Lévis, héritière de Caylus, qui ne lui donne que des filles, dont :
  - Anne de Pestels de Lévy, héritière de Valady et de Caylus, qui épouse le 14 octobre 1604 Antoine Yzarn de Freyssinet, et le 2 mai 1607 Jean de Tubières de Grimoard, arrière-grand-père de Anne Claude de Caylus (Paris1692 - 1765)
  - Camille de Pestels héritière du château de Pesteils, de Foulholes, de Polminhac, 
    - Mariée 1°, le 9 juin 1608, à Charles de Cassagnes de Beaufort, seigneur de Miramon.
    - Mariée 2° à Anne de Noailles (....-1648), marquis de Montclar.

### Branche des seigneurs de Merle
- Louis de Pestels, fils cadet, coseigneur de Merle, épouse le 9 mars 1495 Blanche, fille de Jean de Beaume et de Jeanne de Beaumont, qui lui donne six enfants dont :
- Rigaud de Pestels, seigneur de Merle et de Laborie, qui épouse le 15 janvier 1526 Catherine de Vallon de Thégra, dont :
- Claude II de Pestels, seigneur de Merle et de Saint-Julien, marié le 22 octobre 1570 avec Hélène de Reilhac, fille de Jean, seigneur de Nozières, qui lui donne au moins six enfants : Gabrielle, Jean, Jacques, auteur de la branche du Monteil, Jean-Claude II (qui donne la branche de La Chapelle), Rigaud et Rose mariée à Robert de Tournemire, seigneur de Bézaudun.
- Jean de Pestels, seigneur de Merle, Rieux, Saint-Bonnet-de-Salers, et Saint-Julien, gentilhomme de la Chambre du roi, qui épouse Marguerite de la Roque, fille de François de Larroque-Toirac et de Gabrielle de Tournemire, qui lui donne dix enfants :
  - Anne de Pestels,
  - François de Pestels, capitaine au régiment de Rambure,
  - Claude de Pestels, marié à Gabrielle d'Anjony, fille de Louis IV d'Anjony et Philippe Robert de Lignerac. Il est tué le 19 mai 1643 à la bataille de Rocroi et laisse deux filles.
  - Jacques de Pestels (1603 - 1669), seigneur de Saint-Cernin et de Saint-Julien, qui fait la souche du rameau de Vialore.
  - Marguerite de Pestels, mariée à Antoine de Prallat,
  - Robert de Pestels,
  - Rose de Pestels, mariée en 1638 à Louis de Vigier, seigneur de Prades, et en 1641 à Pierre de La Valette, seigneur de Viescamp;
  - Claude II de Pestels, seigneur de Frayssinet, est jugé par la Cour des Grands Jours et décapité en 1668 à Clermont-Ferrand.

#### Rameau de Vialore, de Besserette et de La Majorie
- Jacques de Pestels (1603-1669), seigneur de Saint-Cernin, épouse le 23 octobre 1633 Hélis de Vialore, fille de Pierre, de Vialore, et d'Antoinete de Douhet, qui lui donne deux fils, Claude et François (1646), seigneur de La Besserette :
  - Claude de Pestels (1638-1724), seigneur de Vialore, lieutenant au Régiment de Rambures, aide-major du Marquis des Termes, capitaine de vaisseau, qui épouse le 10 mai 1671 Jeanne de Corn, fille de François, seigneur du Peyrou, et de Marie d'Estresse, dont :
    - Joseph de Pestels (1675-1751), seigneur de Vialore, capitaine au Régiment de Noaille-infanterie, épouse le 24 février 1716 à Saint-Vincent-de-Salers Marguerite du Fayet de La Tour, fille de François et de Françoise de Roquemaurel, dont quatre fils.
    - François Claude de Pestels, seigneur de Vialore, page du Prince de Clermont (1732), capitaine (1745), puis lieutenant-colonel de cavalerie (en 1768), épouse le 23 février 1716 Louise Françoise de Corn, dame de La Majorie à Latronquière, fille de Joseph-Mercure de Corn, marquis de Queyssac, et de Suzanne de Turenne d'Aynac, dont un garçon et quatre filles.
    - Joseph Mercure de Pestels, seigneur de Vialore et de La Majorie, capitaine de dragons au Régiment de Conti, épouse le 11 juillet 1780 Marie-Suzanne de Lastic, fille d'Hugues (1720 - 1794[3]), seigneur de Lescure, et de Suzanne de Beauclair (1722 - 1792[4]), dame de Caillac. On leur connaît un seul enfant :
      - Geneviève de Pestels de La Majorie (1782-1857), dernière de son nom, qui épouse le 16 mai 1807 Guillaume d'Humières, seigneur du Poux, à Marcolès et de Conros.

#### Rameau de Pestels du Monteil
Tous les membres de cette branche orthographiaient leur nom Pesteils.
- Jacques de Pesteils, seigneur de Saint-Geniès, épouse en 1604 Françoise, dame du Monteil et de Teissières, fille de Louis du Monteil, et de Françoise de Plaignes, dont :

- Jean de Pesteils, seigneur du Monteil, de Teissières, du Fraycinet, et du Cros à Saint-Cernin, château où ils habitent en 1685 avec sa femme Jeanne Marie de Monteil, fille Géraud, seigneur de Serre, et Anne d'Estang qu'il avait épousée en 1642 à Saint-Cernin et dont il eut entre autres enfants:
  - Géraud de Pesteils, décédé avant son père.
  - Antoine de Pesteils décédé le 16 décembre 1684 à l'âge de 32 ans, sans alliance.
  - Hélène de Pesteils, mariée le 5 mai 1687 à Raymond Fortet, Premier président au bailliage et siège présidial d'Aurillac.
  - Antoinette de Pesteils, dame de Teissières, veuve de Claude de Montal[6], seigneur de Salvagnac, paroisse de Siran, lorsqu'elle transige en 1700 avec son frère Jacques à propos des domaines nobles de Monteil, du Puech de Frayssinet, de Saint-Priest, paroisses Saint-Martin, sous Tournemire[7],[8].
  - Jacques de Pesteils, qui suit,
- Jacques de Pesteils, seigneur du Monteil, de Puiezac, décédé au château du Monteil à Saint-Martin-de-Valois le 12 juin 1725, marié en 1687 à Saint-Cernin à Catherine de Cornaro de Curton, fille d'Altery de Cornaro de Curton et d'Antoinette Thoury, dont il eut entre autres enfants :
  - Jean Raymond de Pesteils, seigneur du Monteil, chevalier de Pesteils, mort sans postérité en 1772.
  - Marguerite de Pesteils, née vers 1710 au château du Monteil, décédée le 6 juillet 1771 à Ayrens, épouse en 1734 de Me Raymond Maleprade, notaire royal et expert feudiste à Ayrens.

#### Rameau de Pestels de La Chapelle
Cette branche orthographiait son nom "Pesteils".
- Jean Claude II, tué avec son cousin le 19 mai 1643 à la bataille de Rocroi, s'était marié le 11 juillet 1613 à Françoise de Châlons, dame de La Chapelle-aux-Plats, dont :
- Jacques de Pesteils de la Chapelle, seigneur de la Chapelle, marié le 11 juillet 1673 à Charlotte de Hautefort, file de François, baron de Saint-Chamans, et de Françoise de Peyrusse des Cars, dont :
- Pierre de Pesteils de la Chapelle, seigneur de la Chapelle, marié en 1711 à Gabrielle de Lavaur de Sainte-Fortunade, dont cinq enfants :
- Jacques-Louis de Pestels de la Chapelle, seigneur de la Chapelle et en 1757 d'un tiers du Château de Val. Il avait épousé Marie-Gabrielle de Méallet de Fargues et teste en 1774. Il laisse trois un fils et deux filles:
- François-Antoine de Pesteils de la Chapelle, seigneur de La Chapelle-aux-Plats où il habite. Il épouse sa cousine de la branche de Vialore, Marguerite de Pestels, fille de Jean, seigneur de Pommiers à Saint-Martin-Cantalès, et de La Besserette, et de Toinette du Rieu. Il n'a qu'une fille:
- Joséphie de Pesteils, dernière de sa branche, dame de Charlus et de Saignes, qui épouse le 9 août 1779 François de Caissac, seigneur de Laroquevieille.

## Armoiries
D'argent, à la bande de gueules, accompagnée de six sautoirs ou flanchis du même.
D'or, à la bande de gueules accompagnée de six flanchis du même en orle.

## Possessions
- Tours de Merle
- Château de Branzac
- Château de Pesteils